# Hermann II. (Lothringen)
Hermann II. (* um 1049; † 20. September 1085 in Dalhem) war Pfalzgraf von Lothringen, Graf im Zülpichgau, Ruhrgau und Brabant.
Er war der Sohn des Pfalzgrafen Heinrich I. von Lothringen (Ezzonen) und Mathilde von Verdun, Tochter des Herzoges Gozelo von Lothringen (Wigeriche).
Um 1080 heiratete er Adelheid von Weimar-Orlamünde († 1100), Tochter des Markgrafen Otto von Orlamünde-Weimar.

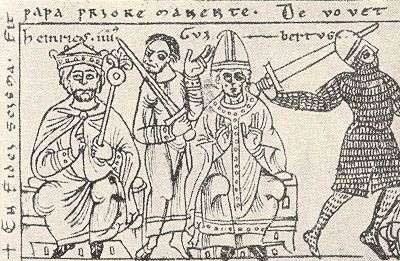
Die Kaiserkrönung Heinrichs IV. (links) durch Gegenpapst Clemens III. (rechts) am 31. März 1084. In der Mitte steht der Schwertführer Pfalzgraf Hermann II. von Lothringen. Abbildung in der Chronik von Otto von Freising, Codex Jenensis Bose q.6 (1157)

Als Nachfolger seines Vaters († 1060) ist Hermann ab 1064 als Pfalzgraf nachweisbar. Zwischen 1060 und 1064 stand er unten der Vormundschaft des Kölner Erzbischofes Anno II.
Hermann war in der Duisburg-Kaiserswerther Grafschaft vertreten (1065 und 1071) und blieb Graf in den ezzonischen Grafschaften Ruhrgau und Zülpichgau.
Im Brabantgau wurde er durch Heinrich IV. eingesetzt (ab 1085/1086 Landgrafschaft Brabant) und gründete die Abtei Affligem.
Hermann II. fiel in einem Zweikampf gegen den  niederlothringischen Vicedux Albert III. von Namur in der Nähe seiner Burg zu Dalhem in der Grafschaft Limburg (20. September 1085).  Mit seinem Tod erlosch die alte lothringische Pfalzgrafenfamilie der Ezzonen, mit den Nachfolgern im Amt wandelte sich diese von der lothringischen zur rheinischen Pfalzgrafschaft.
Hermanns Witwe Adelheid heiratete kurz nach seinem Tod Heinrich II. von Laach, der als erster Pfalzgraf bei Rhein geführt wird.